# Чернобыльский радиационно-экологический биосферный заповедник
«Чернобыльский радиационно-экологический биосферный заповедник» (укр. Чорнобильський радіаційно-екологічний біосферний заповідник) — биосферный заповедник, расположенный на земле под Администрацией Чернобыльской зоны отчуждения и безусловного отселения на территории Вышгородского района (Киевская область, Украина); крупнейший по площади объект природно-заповедного фонда Киевской области.
Площадь — 226 964,7 га.

## История
Биосферный заповедник был создан согласно Указу Президента Украины от 26 апреля 2016 года № 174/2016 с целью сохранения, возобновления и рационального использования типичных и уникальных природных комплексов Полесья, имеющих важное природоохранное, научное, эстетическое, рекреационное и оздоровительное значение. Согласно пункта 1 в постоянное пользование биосферному заповеднику должно быть передано 226 964,7 га земель и в течение двух лет разработан проект землеустройства по отведению земельных участков, проект организации территории биосферного заповедника.
Из пункта 4 Указа Президента Украины № 174/2016 Данный указ набирает силу со дня приобретения силы законом Украины, который регулирует вопрос про отведение земельных участков в зоне отчуждения и безусловного отселения, подверженной радиоактивному загрязнению, природоохранного режима территорий и объектов ПЗФ, которые создаются на территории таких зон, а также про отмену требований о создании биосферных заповедников исключительно на базе природных заповедников и национальных природных парков.

Цей Указ набирає чинності з дня набрання чинності законом України, що врегульовує питання про відведення земельних ділянок зон відчуження та безумовного (обов’язкового) відселення території, що зазнала радіоактивного забруднення внаслідок Чорнобильської катастрофи, природоохоронного режиму територій та об'єктів природно-заповідного фонду, які створюються на території таких зон, а також про скасування вимоги щодо утворення біосферних заповідників виключно на базі природних заповідників, національних природних парків.— Про створення Чорнобильського радіаційно-екологічного біосферного заповідника
В декабре 2020 года Чернобыльский радиационно-экологический биосферный заповедник добавили во всемирную базу данных охраняемых природных территорий (The World Database on Protected Area).

## Описание
Заповедник занимает пойму и долину реки Припять, а также включает её притокиː Уж и Брагинка.
Например, на территории современного Чернобыльского специального заказника ранее находились 58 населённых пунктов, которые после аварии на Чернобыльской АЭС в 1986 году были расселены.

## Природа
Пойма реки Припять заболоченная, местами с песчаными массивами. Приустьевая часть русла Припяти сильно меандрированная с множеством рукавов и островов, а также стариц в пойме. Ландшафт заказника представлен природными комплексами Полесья: лесами, болотами, водно-болотными угодьями в пойме и непосредственно акваториями реки Припять и Киевского водохранилища. Из-за отсутствия антропогенного влияния заповедник является местом возобновления природного биоценоза характерного для Полесья.
Растения представлены типичными для Полесья бореальными видами. Леса представлены доминированием сосны, местами сосново-берёзовые леса и участки ивы. В поймах рек болота представлены кустарниковыми ольховыми типами. Водно-болотная растительность представлена тростником, манником, осокой. Например, в Чернобыльском специальном заказнике растёт 490 видов высших сосудистых растений, среди которых 31 редкий вид и 19 видов занесены в Красную книгу Украины.
Является местом гнездования и миграции свыше 250 видов птиц. Здесь встречаются охранные виды заяц-беляк, евразийская рысь, медведь бурый, выдра речная, барсук, европейская норка, горностай, ночницы, нетопырь, европейская широкоушка, малая кутора. Например, в Чернобыльском специальном заказнике зафиксировано 70 видов млекопитающих (12 краснокнижные), 11 видов земноводных, 7 видов пресмыкающихся, свыше 200 видов птиц (37 краснокнижные).